# Huntingdon (Tennessee)
Huntingdon é uma cidade  localizada no estado norte-americano de Tennessee, no Condado de Carroll.

## Demografia
Segundo o censo norte-americano de 2000, a sua população era de 4349 habitantes.
Em 2006, foi estimada uma população de 4186, um decréscimo de 163 (-3.7%).

## Geografia
De acordo com o United States Census Bureau tem uma área de
29,1 km², dos quais 29,0 km² cobertos por terra e 0,1 km² cobertos por água. Huntingdon localiza-se a aproximadamente 118 m acima do nível do mar.

## Localidades na vizinhança
O diagrama seguinte representa as localidades num raio de 20 km ao redor de Huntingdon.